# Pseudobithynia falniowskii
Pseudobithynia falniowskii is een slakkensoort uit de familie van de Bithyniidae. De wetenschappelijke naam van de soort is voor het eerst geldig gepubliceerd in 2006 door Gloer & Pesic.